# Saint Agur
 (décembre 2024).
Si vous disposez d'ouvrages ou d'articles de référence ou si vous connaissez des sites web de qualité traitant du thème abordé ici, merci de compléter l'article en donnant les références utiles à sa vérifiabilité et en les liant à la section « Notes et références ».
Pour les articles homonymes, voir Agur.
Saint Agur est une marque de fromage à pâte persillée, propriété du Groupe Savencia Fromage & Dairy, anciennement Bongrain.

## Fabrication
Il est composé de lait de vache pasteurisé, de crème, de sel et de ferments lactiques
.